# Marc Rosset
Marc Rosset (n. 7 noiembrie 1970, Geneva, Geneva, Elveția) este un jucător de tenis elvețian, medaliat olimpic. A participat la 2 ediții ale Jocurilor Olimpice (1992, 1996) în care a câștigat o medalie de aur.